# Petits Mensonges entre frères
Pour plus de détails, voir Fiche technique et Distribution.
Petits Mensonges entre frères (She's the One) est un film américain réalisé par Edward Burns et sorti en 1996.

## Synopsis
Mickey et Francis ont toujours été en compétition autour de leur père. Mais cela culmine lorsque Francis manifeste, alors qu'il est déjà marié à Renée, qu'il veut épouser une ancienne petite amie de Mickey.

## Fiche technique
- Titre original : She's the One
- Titre français : Petits Mensonges entre frères ;  C'est elle (Canada)
- Réalisation : Edward Burns
- Scénario : Edward Burns
- Pays :  États-Unis
- Langue : anglais
- Format : Couleur - 35 mm - 1,85:1 - Dolby Digital
- Durée : 96 min
- Classification :
  - Canada : 14A (Ontario)
  - France : U
  - USA : R (langage grossier et sexuellement explicite)

## Distribution
- Edward Burns (VF : Olivier Cuvellier) : Mickey Fitzpatrick
- Mike McGlone (VF : Bernard Gabay) : Francis Fitzpatrick
- Cameron Diaz (VF : Marjorie Frantz) : Heather
- Jennifer Aniston (VF : Valérie Karsenti) : Renée
- Maxine Bahns (VF : Laurence Crouzet) : Hope
- John Mahoney (VF : Michel Fortin) : Mr. Fitzpatrick
- Malachy McCourt (VF : William Sabatier) : Tom
- Leslie Mann : Connie
- Amanda Peet : Molly
- Anita Gillette (VF : Caroline Jacquin) : Carol
- Frank Vincent : Ron

## Distinctions

### Nominations
- Satellite Awards1997 : Meilleure chanson originale pour Tom Petty